# Roman Jackiw

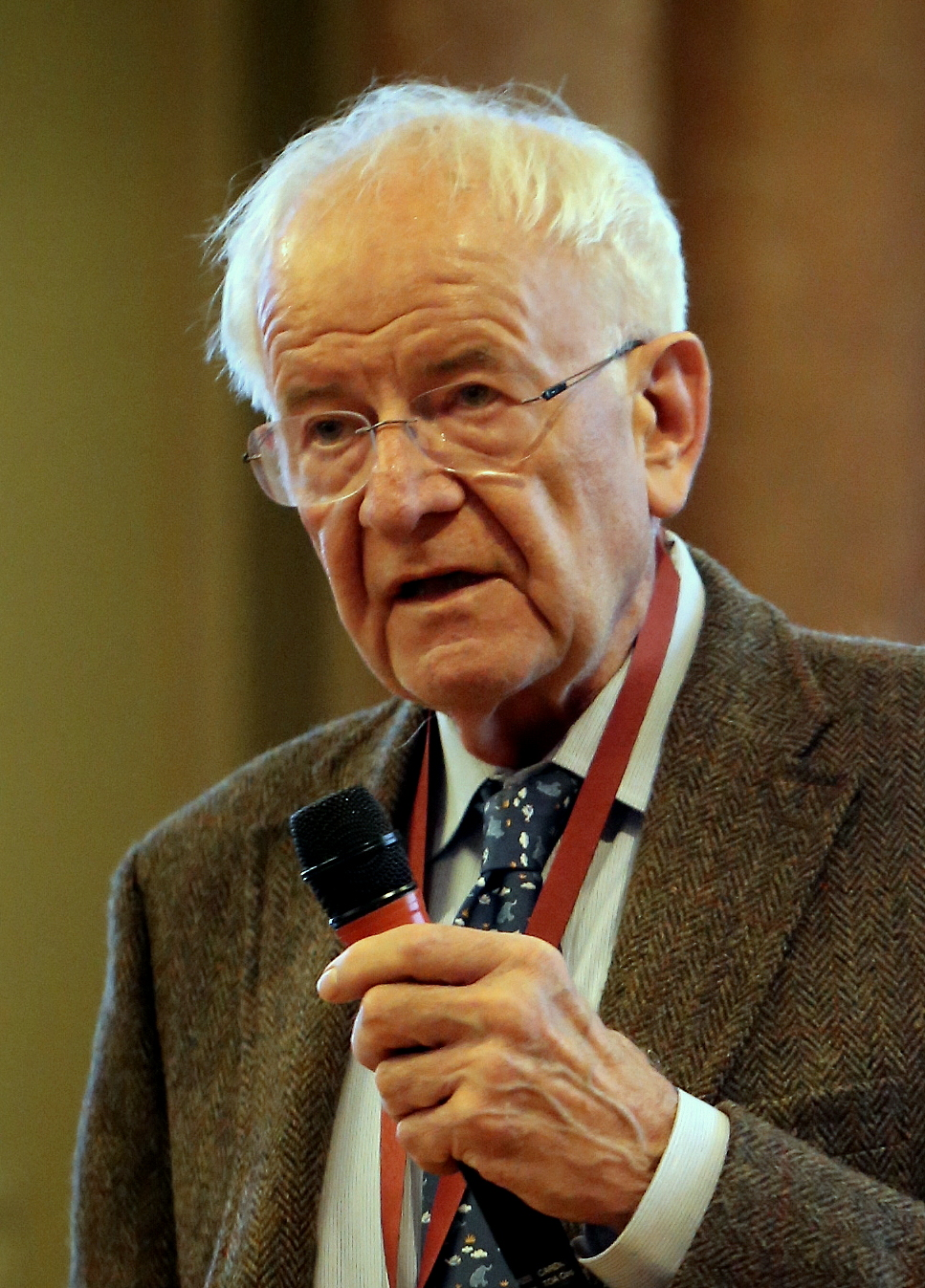
Roman Jackiw in Budapest, 2013

Roman Wladimir Jackiw (* 8. November 1939 in Lubliniec, Polen; † 14. Juni 2023) war ein US-amerikanischer theoretischer Physiker.

## Leben
Jackiw stammte aus einer Familie ukrainischer Abstammung, in der auch nur Ukrainisch gesprochen wurde. Die Familie zog gegen Kriegsende nach Österreich und Deutschland, bevor sie sich in New York niederließ, als Jackiw ungefähr zehn Jahre alt war. Er promovierte 1966 an der Cornell University bei Hans Bethe mit der Arbeit Nonperturbative Solutions of the Bethe-Salpeter Equation for the Vertex Function. Von 1966 bis 1969 war er (zusammen mit David Gross) Junior Fellow an der Harvard University. Er war ab 1969 Professor am Center for Theoretical Physics des Massachusetts Institute of Technology (MIT). Ab 2012 war er emeritiert.
Jackiw wurde vor allem bekannt als Mitentdecker der axialen Anomalie in der Quantenfeldtheorie, auch unter dem Namen Adler-Bell-Jackiw-Anomalie oder Chirale Anomalie bekannt. Der in der Natur beobachtete Zerfall eines neutralen Pions in zwei Photonen ist klassisch verboten. Der quantenfeldtheoretische Mechanismus, der den Zerfall dennoch ermöglicht, wurde von Jackiw zusammen mit John Stewart Bell und gleichzeitig von Stephen L. Adler 1969 geklärt (Nuovo Cimento. Reihe A, Band 60, S. 47). Die von ihnen eingeführten Anomalien der Quantenfeldtheorie führten später auch zu Vorhersagen über das Teilchenspektrum in GUTs, bei denen Anomalien-Freiheit gefordert wird. Später beschäftigte sich Jackiw u. a. mit topologischen Anregungen in Quantenfeldtheorien und Soliton-Theorien mit gebrochenzahligen Ladungen, die in der Festkörperphysik Anwendung fanden.
1995 erhielt er den Dannie-Heineman-Preis für mathematische Physik und 1998 die Dirac-Medaille (ICTP). Er war Guggenheim (1977) und Sloan Research Fellow (1969) und war Mitglied der American Academy of Arts and Sciences und ab 1998 der National Academy of Sciences. 1985 wurde er Fellow der American Physical Society. Die Nationale Akademie der Wissenschaften der Ukraine nahm ihn als auswärtiges Mitglied auf. Er war Ehrendoktor des Bogoliubow-Instituts für Theoretische Physik der Ukrainischen Akademie der Wissenschaften und der Universität Montreal.
Er starb am 14. Juni 2023 im Alter von 83 Jahren.

## Schriften
- mit Hans A. Bethe: Intermediate Quantum Mechanics. 2nd edition. Benjamin, New York u. a. 1968, ISBN 0-8053-0755-9.
- mit John S. Bell: A PCAC puzzle: π0→γγ in the σ-model. In: Il Nuovo Cimento A. Band 60, Nummer 1, 1969, S. 47–61, doi:10.1007/BF02823296.
- mit Sam B. Treiman, Bruno Zumino, Edward Witten: Current algebra and anomalies. Princeton University Press, Princeton NJ 1985, ISBN 0-691-08397-5.
- Diverse Topics in Theoretical and Mathematical Physics. World Scientific, 1995, Singapore u. a. ISBN 981-02-1697-1.
- Fluid dynamics. A particle theorist’s view of supersymmetric, non abelian and non commutative fluid mechanics and D-branes. 2000, (arxiv:physics/0010042).